# Obyčej

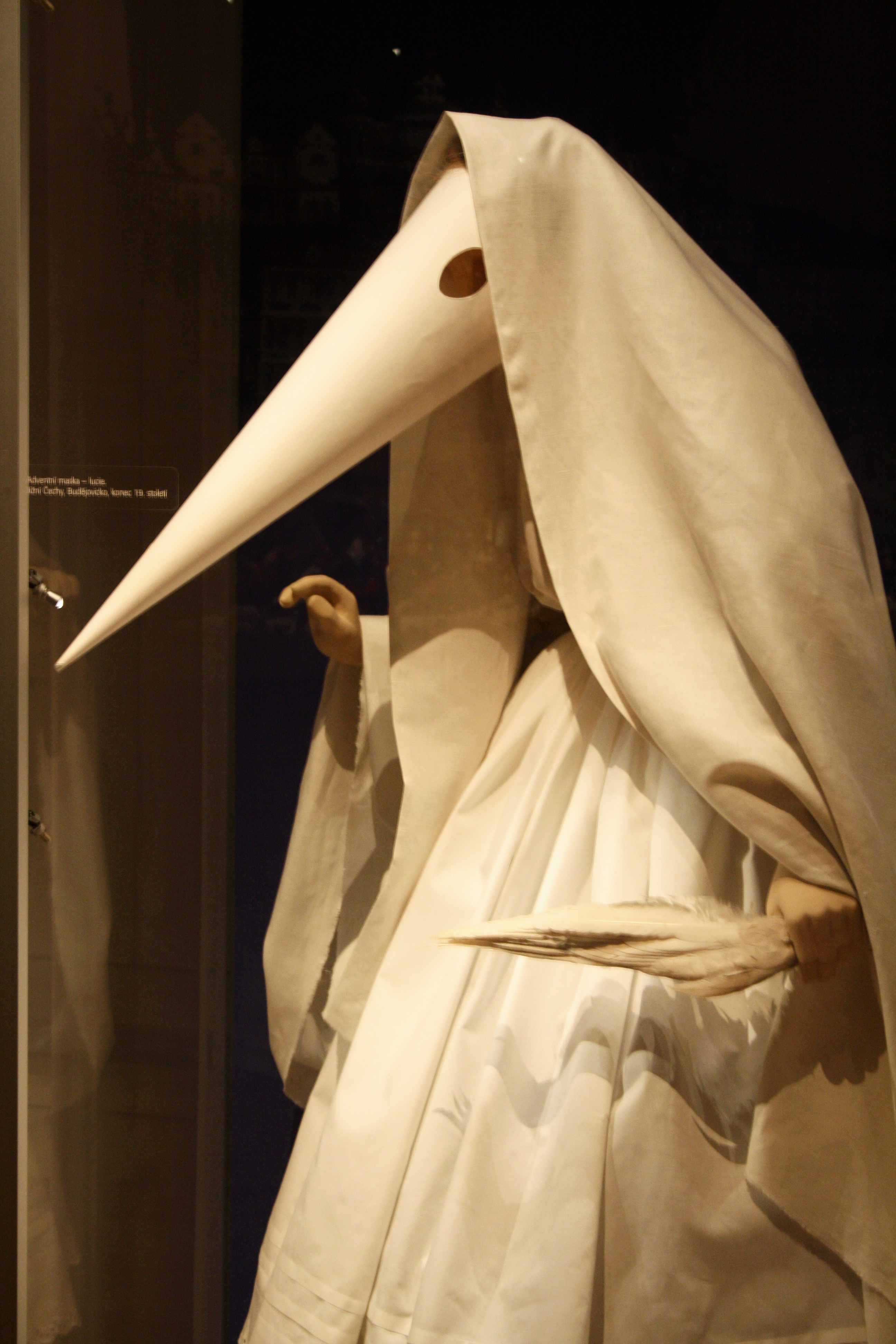
Maska lucky z konce 19. století z Českobudějovicka, Národopisné muzeum – obchůzky v předvečer svátku svaté Lucie patří k specifickým českým zvykům

Obyčej, respektive lidový obyčej, zvyklost či zvyk, je v rámci lidové kultury dílčí aktivita nebo svérázný rys chování nějaké komunity udržovaný skrze tradici a stávající se součástí životního stylu a kultury dané populace. Obyčeje se můžou týkat pořádání různých slavností, zásnub a svateb, stolování či bydlení a prakticky všechny obsahují prvky rituálu. Odlišnost obyčejů bývá jedním z formou odlišení různých etnik, což je výrazné především v případě etnických menšin.
Pro oblast národopisu zabývající se obyčeji a zvyky se užívá pojmu zvykosloví, tak se také označuje souhrn určitých obyčejů. Pojem splývá s dalšími výrazy týkajícími se sociálních norem a společenské vědy jako sociologie a antropologie na počátku 21. století už příliš nestaví, ač se termín stále používá. Blízký je především koncept mravu, respektive mravů (latinsky mos, mores), a úzu. U některých badatelů se také objevují, v kontextu lidové kultury, různá rozlišení mezi obyčejem a zvyku, často protichůdná. Pojem zvyk může také odkazovat na vzorce chování vlastní jednotlivci. V angličtině se často používají pojmy folkways a mores, které na přelomu 19. a 20. století rozpracoval americký sociolog William Graham Sumner, podle kterého folkways „obyčeje“ podléhají menší sociální kontrole než mores „mravy“.
Stránky Lidová kultura spravované Národním ústavem lidové kultury dělí obyčejovou tradici následovně:
- kalendářní obyčeje
  - vázané na cyklus života přírody v běhu roku
  - vázané na svátky církevních světců v kalendáři
  - vázané na občanské svátky v kalendáři
- obyčeje a obřady spjaté se životním cyklem člověka
  - obyčeje při narození
  - obyčeje při svatbě
  - oslavy životních jubileí a významných událostí
  - obyčeje a obřady spjaté se smrtí a pohřbem
- obyčeje, oslavy a slavnosti různých sociálních skupin
- lokální slavnosti vycházející z místního specifika